# Ekstergans
De ekstergans (Anseranas semipalmata) is een watervogel uit een monotypisch geslacht van vogels uit de eveneens monotypische familie eksterganzen (Anseranatidae). Het is een standvogel die voorkomt in Noord-Australië en het savannegebied in zuidelijk Nieuw-Guinea.

## Taxonomie
De ekstergans is waarschijnlijk een vroege aftakking van de orde waartoe de ganzen en de eenden behoren. Dat bleek al bij vergelijkend morfologisch onderzoek in de jaren 1980.

## Beschrijving
De ekstergans is onmiskenbaar met zijn zwart-witte verenkleed en gele poten. Hij is 77 tot 90 cm lang, 3 kg zwaar en heeft een spanwijdte van 1,5 meter. De tenen zijn maar gedeeltelijk opgenomen in de zwemvliezen (semipalmata). Verder verschillen zij van gewone ganzen en eenden omdat ze geleidelijk hun veren ruien, waardoor ze niet een periode kennen waarin ze niet kunnen vliegen. Het mannetje wordt groter dan het vrouwtje en heeft een opvallende knobbel op de kruin.

## Leefgebied
De ekstergans komt voor in overstromingsvlakten van rivieren en moerassen. Voor de Europese kolonisatie van Australië is deze vogel veel algemener geweest. Het is een standvogel die het hele jaar door in hetzelfde gebied verblijft, buiten de broedtijd in groepen. Gedurende droogteperioden maken ze trektochten naar geschikte foerageergebieden. De ekstergans leeft van plantaardig materiaal dat zowel uit het water als op het land wordt bemachtigd.

## Status
De grootte van de populatie wordt geschat op een miljoen vogels. Op de Rode lijst van de IUCN heeft deze soort de status niet bedreigd.

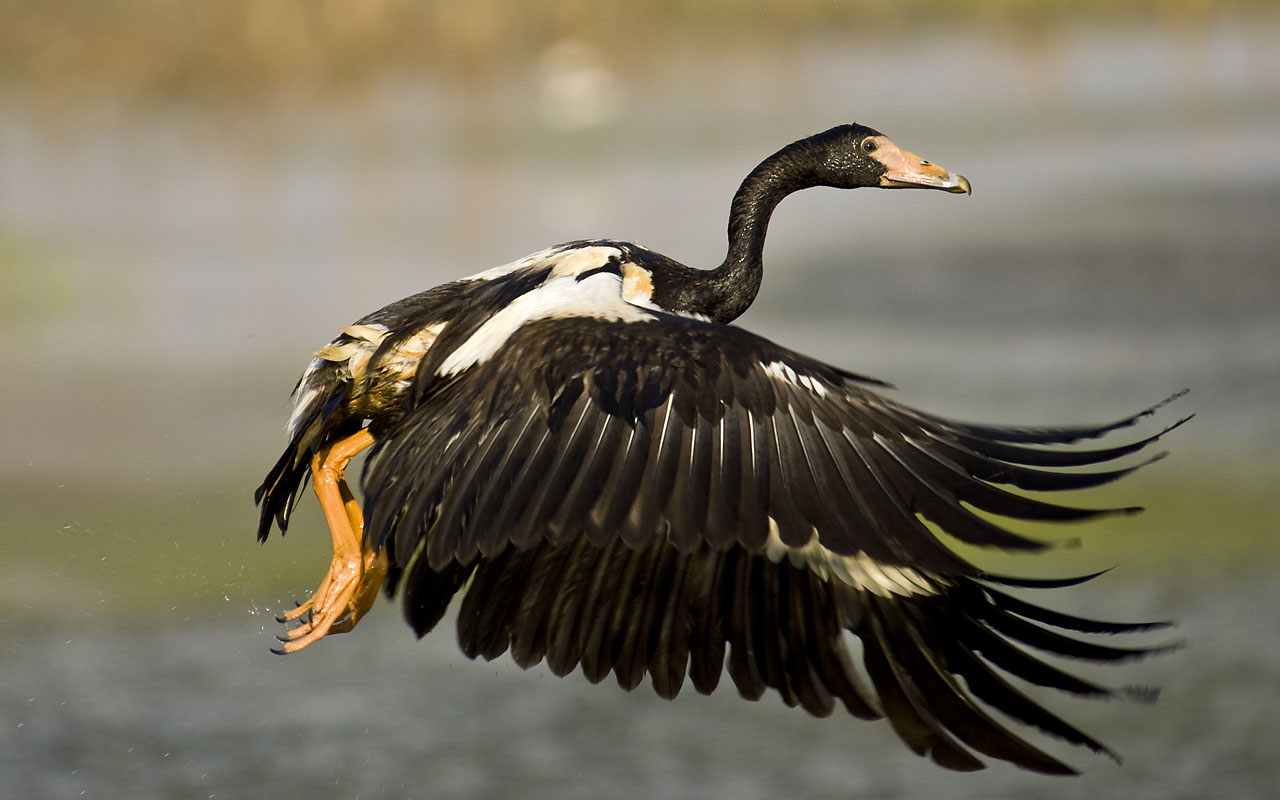
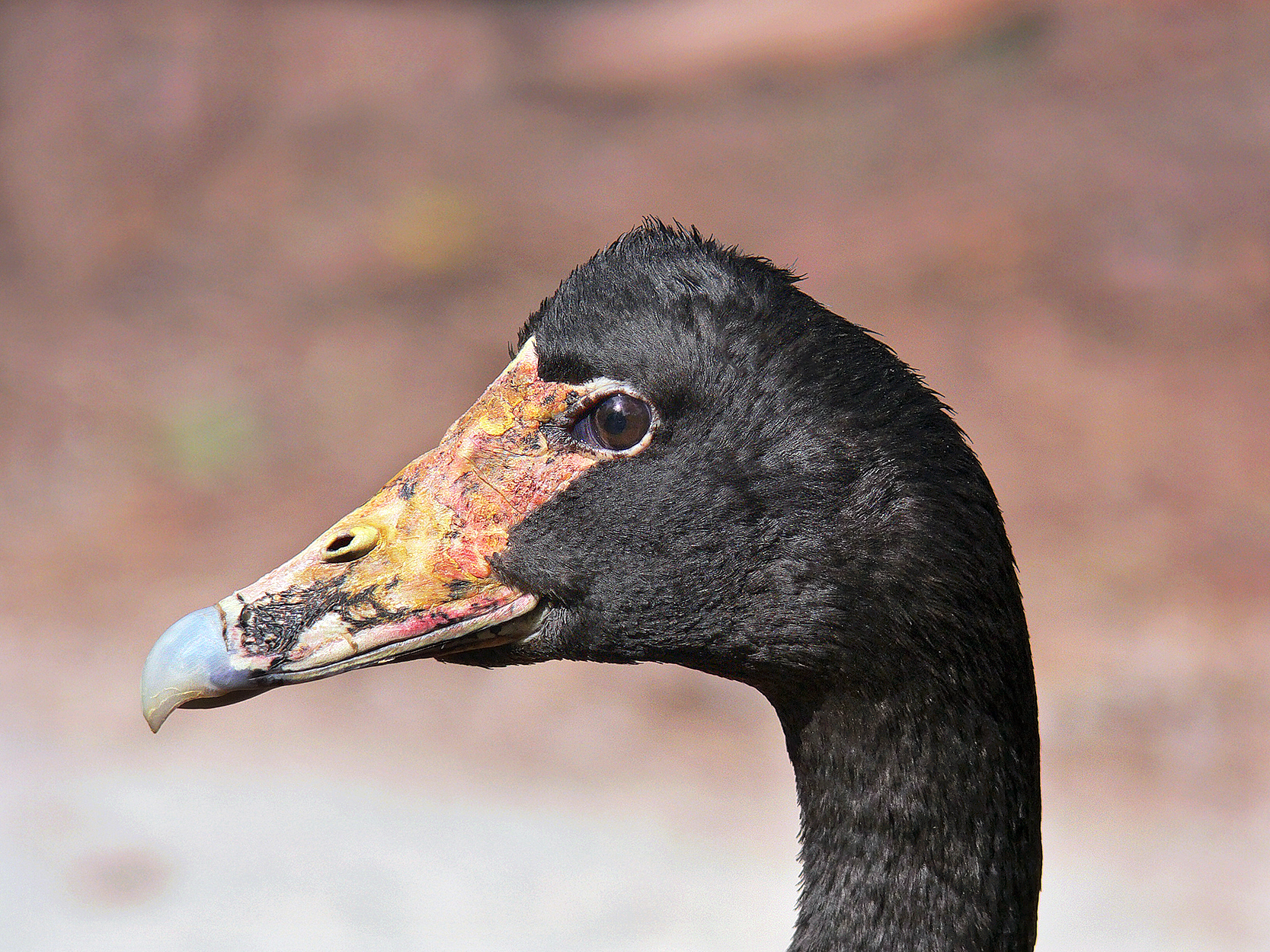
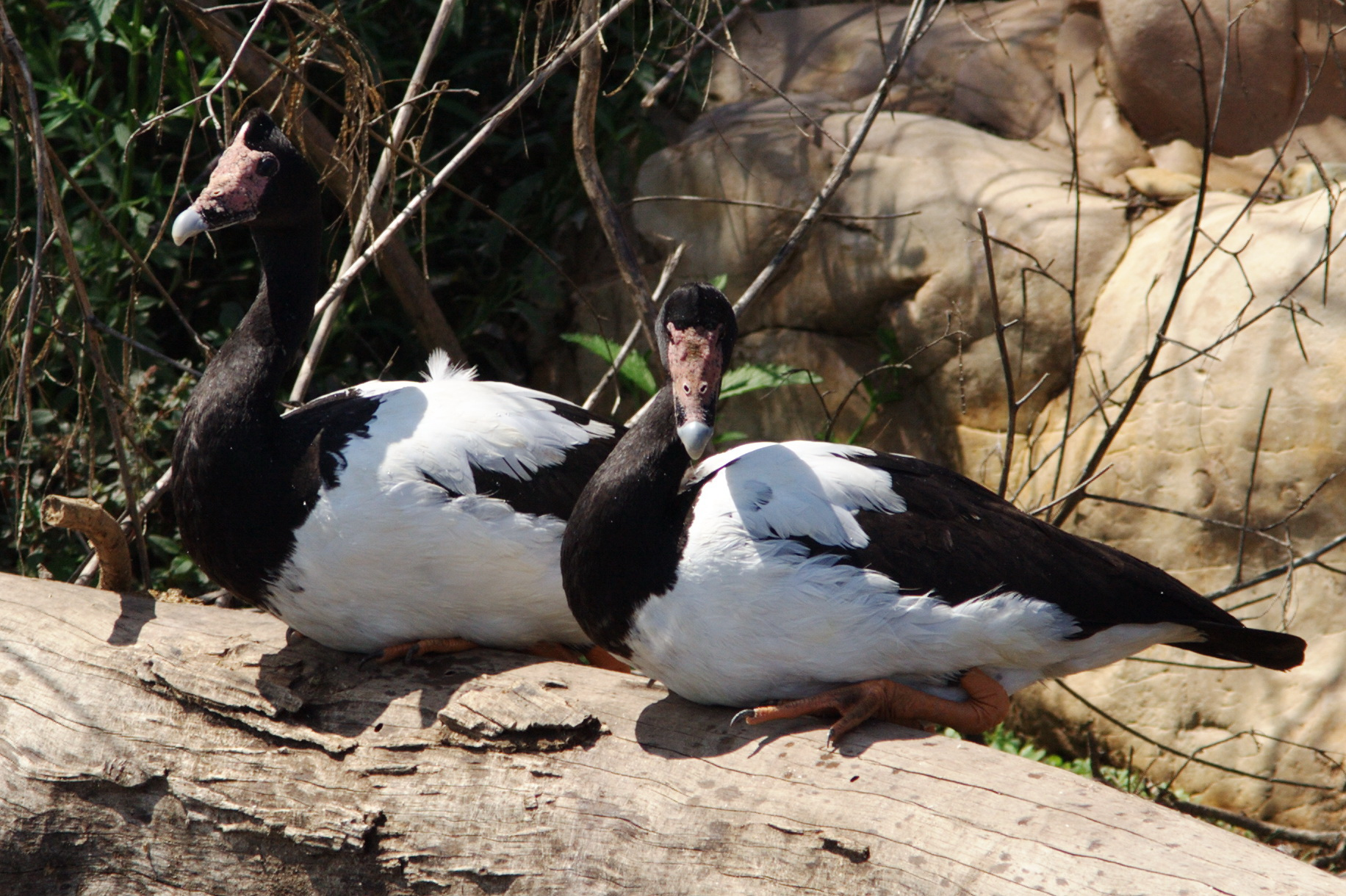
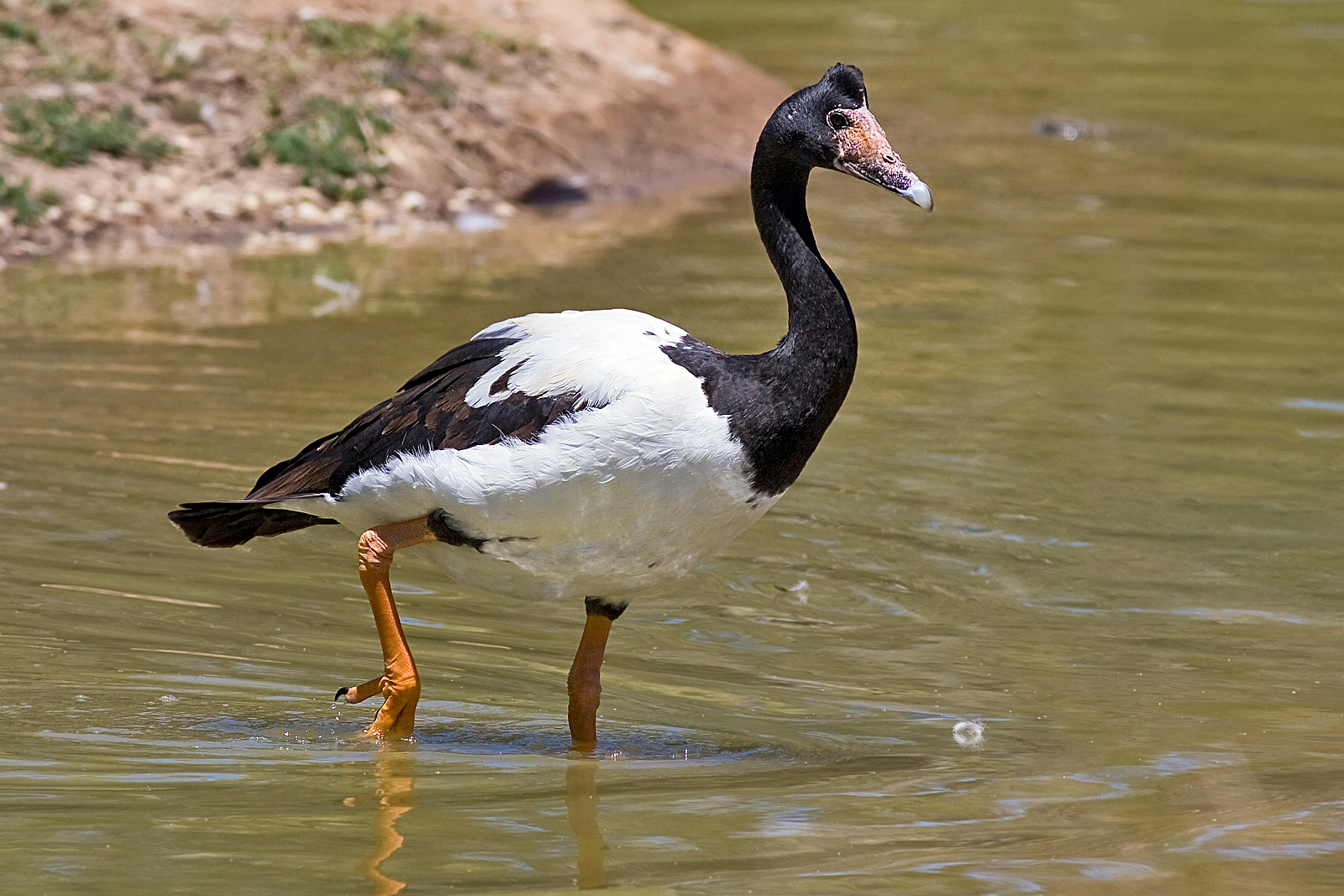